# Brometo
Os brometos são compostos onde o bromo existe no estado de oxidação -1. Também são os sais do ácido bromídrico (HBr).
Podem ser de iônicos, como o brometo de césio (CsBr), ou podem ser covalentes, como o dibrometo de enxofre (SBr2). 

## Ocorrência natural
Brometo é presente em água do mar típica (35 PSU) com uma concentração de aproximadamente 65 mg/l, a qual é aproximadamente 0.2% de todos os sais dissolvidos. Alimentos de origem marinha geralmente têm altos teores de brometo, enquanto alimentos derivados de terras tem quantidades variáveis.

## Identificação
Qualitativamente, a presença de um ião brometo é revelada pela adição de ácido nítrico diluído (HNO3), e depois nitrato de prata. Forma-se um precipitado que desaparece numa solução de amónia concentrada.
 
O ião brometo está presente na água do mar numa concentração de cerca de 65 mg/L, representando cerca de 0,2% de todos os sais dissolvidos.

## Usos médicos
Este tipo de compostos, especialmente o brometo de potássio, eram usados como sedativos no século XIX e no início do século XX. A palavra bromide na língua inglesa ganhou uso como um sinônimo de enfadonho, entediante, como um clichê, devido ao seu uso exagerado como sedativo.
O íon brometo é antiepilético, e sais brometos são ainda usados com este fim, particularmente em medicina veterinária.
Toxidade crônica do brometo pode resultar em bromismo, uma síndrome com múltiplos sintomas neurológicos. A toxidade do brometo pode também causar um tipo de erupção de pele. Ver brometo de potássio.
Brometo de lítio foi usado como um sedativo inicialmente no começo dos anos 1900, mas evitou-se seu uso posterior nos anos 1940 quando alguns pacientes cardíacos faleceram após o seu uso como substituinte do sal de cozinha.  Tal como o carbonato e o cloreto de lítio é usado para o tratamento de distúrbio bipolar.

## Em biologia
Brometo é necessário aos eosinófilos (células brancas do sangue da classe dos granulócitos, especializados por lidar com parasitas multicelulares), os quais o usam para produzir compostos antiparasíticos pela ação da peroxidase eosinófila, uma enzima a qual preferencialmente usa brometo. . Apesar deste uso pelo corpo, o brometo não é conhecido como sendo estritamente necessário para a vida, com suas funções podendo ser substituídas geralmente (embora em alguns casos não também) pelo cloreto.
Sais brometo são também algumas vezes usados em banheiras de hidromassagem e spas como medianos agentes germicidas, usando a ação de um agente oxidante adicional para gerar in situ hipobromito, em uma forma similar à peroxidase em eosinófilos.

## História
Em alguns casos, brometo é disponível na forma de solução líquida em farmácias. Tem havido rumores (em particular pelas tropas britânicas durante a Segunda Guerra Mundial) que brometo pode reduzir a incidência de ereções (redução do libido ou anafrodizíaco) em indivíduos do sexo masculino, e este foi então seu uso farmacológico inicial. Entretanto, como tal ação é comum a todos os sedativos, não pode ser especialmente particular dos brometos.

## Eventos atuais
Em outubro e novembro de 2007, mais de 400 pessoas (na maioria crianças) sofreram envenenamento por brometo de sódio em Angola. A fonte do brometo aparentemente foi um lote extremamente contaminado de sal de cozinha

## Exemplos
Exemplos de brometos inorgânicos, ou sais brometos:
- Brometo de hidrogênio ou ácido bromídrico (HBr)
- Brometo de lítio (LiBr)
- Brometo de potássio (KBr)
- Brometo de sódio (NaBr)
- Brometo de magnésio (MgBr2)
- Brometo de ferro (III) (FeBr3)
- Brometo de rubídio
- Brometo de prata (AgBr)
- Tetrabrometo de carbono (CBr4)

Em química orgânica, não são sais, o bromo está presente em uma condição de ligação covalente. Mas são comumente chamados de brometos, como os exemplos:
- Brometo de metila (Bromometano)
- Brometo de metileno (Dibrometano)
- Brometo de benzila (α-Bromotoluol, Bromometilbenzol)
- Brometo de acetila
- Ácido bromoacético